# Ivan Molinaro
Ivan ali Janez Molinaro, slovenski matematik in fizik, * 26. oktober 1903, Škofja Loka, † 19. julij 1988, Stara Loka.

## Življenje in delo
Osnovno šolo je končal v Škofji Loki, razrede nižje gimnazije je napravil v Novem mestu med prvo svetovno vojno, višje razrede pa v Kranju, kjer je z odliko maturiral leta 1922. Jeseni istega leta se je vpisal na Filozofsko fakulteto v Ljubljani, kjer se je posvetil študiju matematike in fizike. Diplomski izpit je opravil po štirih letih študija leta 1926 in postal profesor matematike in fizike za srednje šole. Najprej je služboval na gimnaziji na Ptuju. Od tam je bil leta 1936 premeščen v Ljubljano na moško realno gimnazijo za Bežigradom. Med letoma 1940 in 1945 je učil na IV. gimnaziji. Vmes je v šolskem letu 1931/32 bival v Parizu s štipendijo francoske vlade in študiral na Sorboni. Po osvoboditvi je dva meseca učil na celjski gimnaziji in se nato vrnil v Ljubljano na IV. gimnazijo, nakar je dve leti spet služboval na III. gimnaziji. Nazadnje je od leta 1950 do upokojitve delal na X. gimnaziji v Mostah. V pokoj je stopil leta 1961.

### Strokovno delo
Strokovna predavanja je imel v Društvu matematikov in fizikov, v Prirodoslovnem društvu, v aktivih profesorjev in krožkih dijakov. Že pred okupacijo je objavil dva članka iz fizike. V Proteusu je pisal o relativnostni teoriji, v Mentorju je priobčil oceno Zupančičeve knjige o determinizmu in Adlešičeve razprave o naravoznanstvu. Pomembno je njegovo sodelovanje v Obzorniku za matematiko in fiziko. Veliko pomembnega dela je opravil s sodelovanjem pri sestavljanju matematičnih učbenikov za srednje šole. Bil je tudi ocenjevalec učbenikov. Sodeloval je pri sestavljanju učnih načrtov in programov za matematiko. V svojih razpravah, poročilih in ocenah je posegal v visoke, zamotane znanstvene probleme, pri sestavljanju učbenikov pa je pisal preprosto z zavestjo, da je teže kako stvar razložiti preprosto in enostavno kakor učeno in zamotano.

## Izbrana bibliografija
- Vaje iz aritmetike in algebre : za nižje razrede gimnazij (I. - 1946, II. - 1947)
- Aritmetika in algebra (I. - 1949, II. - 1951, III. - 1953)
- Zbirka vaj iz aritmetike, algebre in analize za III. razred gimnazije (1972-1998, 16 ponatisov)